# Paul Bihin
Paul Fernand Ernest Bihin OBE (* 27. Juli 1911 in Brüssel; † unbekannt) war ein belgischer Diplomat.

## Leben
Paul Bihin war der Sohn von René A. Bihin und Lucie W. Acker. Er wurde 1936 an der Universität Brüssel zum Doktor der Rechtswissenschaften promoviert und arbeitete von 1936 bis 1940 als Rechtsanwalt. Von 1940 bis 1944 war er Stellvertretender Staatsanwalt.
Paul Bihin gelangte nach der deutschen Besetzung Belgiens über Spanien zur belgischen Exilregierung nach London, wo er als Stellvertreter eines Schöffen bei den belgischen Streitkräften besoldet wurde und von 1943 bis 1944 als Assistent der Exilregierung fungierte.
Paul Bihin stand dem Office of Strategic Services nahe und löste im November 1944 Fernand Lepage als Leiter des Dienst voor de Veiligheid van de Staat ab, bis 1948.

## Diplomat
- 1950 war Bihin Vorsitzender der Indonesien-Kommission der Vereinten Nationen,
- von 1958 bis 1961 war er Botschafter in Teheran,
- von 1963 bis 1966 Botschafter in Brasília.

### Kinshasa
Von 22. Juni 1966 bis 20. November 1969 war Bihin Botschafter in Kinshasa in der Demokratischen Republik Kongo. In seiner Amtszeit enteignete die Regierung von Mobutu Sese Seko die Union Minière. Im belgisch-kongolesischen Unabhängigkeitsabkommen von 1960 war vereinbart worden, dass 17 Prozent Union Minière-Aktien (24 Prozent der Stimmrechte), vom belgischen auf den kongolesischen Staat übertragen würden. Diese Übertragung fand zwischen 1962 und 1966 statt. Am 28. Mai 1966 verabschiedete das kongolesische Parlament das von Bakajika Diyi Kamgombe Isaac-Gérard eingebrachte Loi Bakajika. Dieses Gesetz besagt, dass Boden und Untergrund Eigentum des kongolesischen Staates sind. Es sichert der Demokratischen Republik Kongo die vollen und freien Verfügungsrechte über Landrechte, Wald- und Bergbaukonzessionen ab dem 30. Juni 1960.
Am 7. Juni 1966 ließ Mobutu das Loi Bakajika in Kraft treten und dekretierte als Ausführungsbestimmung den Transfer des Eigentums der Union Minière in Staatseigentum sowie das Löschen der Union Minière aus dem kongolesische Handelsregister. Die Geschäftsleitung der Union Minière behauptete, die Verordnung würde dem belgisch-kongolesischen Vertrag vom 6. Februar 1965 und dem Investitionsschutzgesetz der Demokratischen Republik Kongo widersprechen. Vom 17. bis 22. Juni 1966 reisten Edgar Van der Straeten und Jean Verdussen von der Geschäftsleitung der Union Minière nach Kinshasa und erklären Mobutu, wieso eine Übertragung der Union Miniere an den kongolesischen Staat rechtlich nicht möglich sei. Eine Übertragung käme einer Veräußerung gleich, für welche eine Steuer von 35 % des übertragenen Wertes an den belgischen Staat fällig würde. Mobutu forderte daraufhin das Verlegen des Geschäftssitzes der Union Minière von Brüssel nach Kinshasa.
Am 8. Dezember 1966 erklärte Mobutu Paul Bihin, er erachte die Gespräche mit der Union Minière für abgeschlossen. Das Unternehmen sei zum Transfer des Geschäftssitzes nach Kinshasa vor dem 31. Dezember 1966 verpflichtet. Zum 1. Januar 1967 übernahm die Société Générale Congolaise des Mierais (Gécamines) unter der Leitung von Pierre De Merre das Eigentum der Union Minière in Katanga. Die weiter agierende Leitung der Union Minière unter Louis Wallef (* 13. Sept. 1901; † 1971, Ingenieur UCL) und Maurice Van Weyenbergh (* 1900; † 1983, Ingenieur UCL) wusste von den Schwierigkeiten der geringen industriellen Integration des Bergbaubetriebes und dem Devisenmangel der Mobutu-Regierung, sie bot technische Unterstützungsleistung und Steuerzahlungen aus dem Geschäftsbetrieb an. Die Regierung Mobutu beauftragte das Bankhaus Compagnie Lambert in Brüssel mit der Suche nach Gesellschaftern für die Gécamines. Die Compagnie Lambert forderte öffentlich für die Annahme ihres Vermittlungsmandats am 1. Februar 1967 die Anerkennung des Prinzips der Entschädigung bei Enteignungen und die Beteiligung der Union Minière an der Gesellschaftergruppe der Gécamines.
Das Mobutu-Regime fürchtete eine Talentabwanderung aus Lubumbashi und ließ in Panik Geiseln nehmen. In der Folge wurde Bihin am 31. Januar 1967 bei der Regierung von Mobutu vorstellig und „agierte zwischen Diplomatie und Pädagogik“.
Am 14. August 1967 demonstrierte das Mouvement Populaire de la Révolution unter Beteiligung von Mobutu vor der US-Botschaft in Kinshasa. Die Polizei war instruiert, nicht einzuschreiten. Der Demonstrationszug führte an der belgischen Botschaft vorbei. Nachdem Steine die Fenster der Botschaft getroffen hatten, schritt Mobutu ein und gebot Einhalt. Mit Justin Bomboko erschien Mobutu am Abend des Tages im Diplomatenviertel. Er hatte ein Stück einer am Morgen erbeuteten belgischen Fahne dabei.